# Гарднер, Эшли
Э́шли Га́рднер (англ. Ashley Gardner; 11 апреля 1964, ЮАР) — американская актриса

.

## Карьера
Она озвучила Нэнси Гриббл и Диди Хилл в мультипликационном мультфильме «Царь горы».
Она появилась в ситкоме «Сайнфелд» в эпизоде «The Library» в роли Мэрион, и в пилоте «Безумцев».
Джон Саймон в своём обзоре пьесы Кейта Каррана «Walking the Dead» в 1991 году заявил, что Гарднер «творит чудеса», как Вероника, лесбиянка, которая меняет пол и становится мужчиной. Ранее она появлялась в «Спине Далтона» Каррана и снялась в «Огненной печи» Тимоти Мейсона.
Гарднер также появилась в художественных фильмах «Сердце Дикси» (1989), «Джонни Замша» (1991) и «Он сказал, она сказала» (1991), где она сыграла бывшую любовницу персонажа Кевина Бэкона, которая флиртует, обнажая свою грудь для него публично.

## Избранная фильмография
| Год       |    | Русское название           | Оригинальное название      | Роль |
| --------- | -- | -------------------------- | -------------------------- | --- |
| 1989      | ф  | Сердце Дикси               | Heart of Dixie             | Джин |
| 1991      | ф  | Он сказал, она сказала     | He Said, She Said          | Сьюзан |
| 1991      | ф  | Джонни Замша               | Johnny Suede               | Эллен |
| 1991      | с  | Сайнфелд                   | Seinfeld                   | Мэрион |
| 1995—1996 | с  | Грейс в огне               | Grace Under Fire           | Эви Бёрдетт                                                                                                  |
| 1996      | с  | Детектив Нэш Бриджес       | Nash Bridges               | имя персонажа неизвестно                                                                                     |
| 1997      | с  | Полиция Нью-Йорка          | NYPD Blue                  | Дениз |
| 1997—2010 | мс | Царь горы                  | King of the Hill           | Нэнси Грибл / Диди Хилл / Преподобная Карен Строуп / Злая женщина / Джой Кент / Учительница / Сотрудница DPS |
| 1999      | с  | Элли Макбил                | Ally McBeal                | Марта Клейвен                                                                                                |
| 1999      | с  | Справедливая Эми           | Judging Amy                | Мими Картер                                                                                                  |
| 2000      | с  | Журнал мод                 | Just Shoot Me!             | Лори |
| 2001      | с  | Спин-Сити                  | Spin City                  | Джудит |
| 2002      | с  | Зачарованные               | Charmed                    | Приёмная мать Тайлера                                                                                        |
| 2002      | с  | Клиент всегда мёртв        | Six Feet Under             | дочь Дуайта Гаррисона                                                                                        |
| 2002      | с  | Скорая помощь              | ER                         | Симон Филлипс                                                                                                |
| 2003      | с  | Сильное лекарство          | Strong Medicine            | Нина, дочь Эвелин                                                                                            |
| 2005      | с  | Малкольм в центре внимания | Malcolm in the Middle      | Уэнди |
| 2011      | мс | Бивис и Баттхед            | Beavis and Butt-Head       | Различные персонажи                                                                                          |
| 2014      | с  | Никки, Рикки, Дикки и Дон  | Nicky, Ricky, Dicky & Dawn | Леди в кафетерии                                                                                             |